# Utószülött István magyar királyi herceg
Árpád-házi István (Wehrda, (ma Marburg városrésze), Türingiai Tartománygrófság, 1236  – Velence, 1271. április 10. után röviddel), ragadványnevei: Utószülött István, Velencei/Velencés István, horvátul: Stjepan Postum, olaszul: Stefano il postumo, magyar királyi herceg, Szlavónia hercege, velencei patricius, II. András negyedik, utószülött fia a harmadik feleségétől, Estei Beatrix királynétól. III. András apja.

## Élete
Apja halála után a vele várandós királynénak menekülnie kellett Magyarországról, mert II. András két idősebb fia, IV. Béla és Kálmán herceg kétségbe vonták az elhunyt király apaságát. A királynénak kalandos úton sikerült megszöknie, és Türingiában hozta világra a magyar király fiát. István Velencében nevelkedett. 1244-ben a Velencével kötött békeszerződésében IV. Béla kikötötte, hogy a város sem Beatrixszal, sem pedig a fiával nem szövetkezik, és nem tesz lépéseket velük közösen a magyar király ellen. István kétszer nősült. Az első felesége Traversari Erzsébet (meghalt 1264-ben), Tomaso de Foliano özvegye és Paolo (Guglielmo) Traversari ravennai patrícius törvényesített lánya, akivel 1263-ban kötött házasságot. A házasságból egy fiú, István született, akinek a születése az anya életébe került, viszont a kisfiú csecsemőkorában meghalt. Másodszorra Michele Sbarra Morosini velencei patrícius lányát, Morosini Tomasinát vette feleségül. Az ő fiuk volt a későbbi III. András, akit a nagyapa után neveztek el. Egy évvel 1272-ben bekövetkezett halála előtt írásba foglalta a végrendeletét. Ebben magát Szlavónia hercegének nevezte, és valamennyi magyar trónhoz való jogát Andrásra örökítette. Ebből az okmányból ismerjük azt a tényt, hogy István hercegnek két házasságon kívüli fia is született, akiknek azonban sem a neve, sem az élete nem ismeretes. István herceg életében nem tudta érvényesítenie a magyar trónhoz való jogát, viszont azt átruházta fiára, András hercegre, aki korán elvesztette apját. 35 évesen halt meg Velencében.

## Gyermekei
- 1. feleségétől, Traversari Erzsébet (–1264) ravennai patriciuslánytól, 1 fiú: 
  - István (1264–fiatalon)
- 2. feleségétől, Morosini Tomasina (1250 körül–1300) velencei patriciuslánytól, 1 fiú: 
  - András (1265 körül–1301), III. András néven magyar király, 1. felesége Fenenna (1276–1295) kujáviai hercegnő, 1 leány, 2. felesége Habsburg Ágnes (1281–1364) német királyi hercegnő, osztrák hercegnő, nem születtek gyermekei:
    - (1. házasságából): Erzsébet (1292–1338), jegyese I. Vencel (1289–1305) magyar és III. Vencel néven cseh király, nem ment férjhez, gyermekei nem születtek
- Házasságon kívüli kapcsolatából, 2 fiú:
  - N. (fiú)
  - N. (fiú)